# 辟闾道秀
辟闾道秀（？—415年5月26日），复姓辟闾氏，乐安郡（今山东省滨州市东部、淄博市西北部、东营市南部及寿光市一带）人，十六国、东晋官员。

## 生平
隆安三年（399年）八月，南燕王慕容德想要占据青齐地区，派遣使者前往劝降东晋幽州刺史辟闾浑，辟闾浑不答应，慕容德就派遣北地王慕容锺率领步兵和骑兵两万人进攻辟闾浑，慕容德自己从琅邪向北进攻。辟闾浑听说慕容德将到，迁徙百姓八千多户前往广固，派遣司马崔诞率领一千多人驻守薄荀固，又派遣平原郡太守张豁驻守柳泉，崔诞和张豁都响应慕容德的号召派遣儿子向慕容德投降。辟闾浑害怕，携带妻子儿女向北投奔北魏，慕容德派射声校尉刘纲率领骑兵追上，在莒城将辟闾浑斩首。辟闾浑的小儿子辟闾道秀自己回来，请求与父亲一起死。慕容德说：“辟闾浑虽然不忠诚，而他的儿子能孝顺，特别赦免。”
义熙十一年（415年），刘裕西征司马休之，东晋宗室司马道赐当时是征虏将军刘敬宣的参军，暗中勾结征虏将军的属官辟闾道秀以及刘敬宣的部下王猛子，司马道赐计划自号齐王，任命辟闾道秀为青州刺史，占据广固，起兵响应司马休之。四月乙卯（415年5月26日），刘敬宣召见辟闾道秀商议，让身边随从外出回避，王猛子徘徊在身后，用刘敬宣的护身刀杀死了刘敬宣。刘敬宣部下文武官吏立刻讨伐司马道赐、辟闾道秀和王猛子，将他们全部斩首。

## 家庭

### 祖父
- 辟闾蔚，齐王友

### 父亲
- 辟闾浑，东晋龙骧将军、幽州刺史